# Campylaspis thetidis
Campylaspis thetidis är en kräftdjursart som beskrevs av Hale 1945. Campylaspis thetidis ingår i släktet Campylaspis och familjen Nannastacidae. Inga underarter finns listade i Catalogue of Life.